# Сато, Такэру
Такэру Сато (яп. 佐藤健 Сато Такэру, род. 21 марта 1989 года, Ивацуки, Сайтама, Япония) — японский актёр. Наиболее известен по ролям Рётаро Ногами в сериале «Камэн Райдер Дэн-О», в одноимённом сезоне сериала «Kamen Rider» и Химуры Кэнсин в боевике «Бродяга Кэнсин» и его продолжениях.

## Биография

### 2006—2008
Такэру Сато родился 21 марта 1989 года в Сайтама, Япония. Когда Такэру родился, все были поражены его выдающимися чертами лица, несмотря на то, что по размеру его тело было очень маленьким. С самого детства у него были акробатические способности, из-за чего его называли «обезьяной».
В начальной школе он начал заниматься бейсболом, но из-за вступительных экзаменов был вынужден покинуть этот вид спорта. В школе, где было трудно получить высокий балл, Такэру очень хорошо учился, часто занимал первые места в школьных олимпиадах. Сама школа находилась далеко от дома, поэтому приходилось добираться до неё на велосипеде.
В старших классах Такэру начал танцевать. Он упорно тренировался даже ночью, оставаясь ночевать в школе танцев. В девятом классе он получил 100 баллов по математике, что в Японии считается почти невозможным из-за высокого уровня сложности. Также он был лучшим ещё по пяти предметам. В школьное время Такэру не пользовался популярностью. Он был замкнутым в себе и на переменах не выходил из класса.
Сато был замечен агентом Amuse, Inc. в Харадзюку в Токио, когда он учился в старших классах, и дебютировал в 2006 году. Его первой драмой была "Принцесса Ди" (TV Asahi), где он сыграл роль Тору Куно. В 2007 году он снялся в качестве приглашенного актера в фильме "Синигами-но баллада" (Кентаро Исихара) и приобрел популярность в семнадцатой части серии "Камен райдер" в роли Ретаро Ногами. Сато объясняет популярность "Ден-О" его комедийным выбором времени.
Прежде чем сняться в драме «Принцесса Принцесса Ди» Такэру подрабатывал в магазине. У него был очень плотный график: утром — школа, днём — работа, ночью — танцы. Он не посещал Диснейленд, не ходил на фестивали и на подобные мероприятия, поэтому у него нет особо приятных воспоминаний из подростковой жизни.
Такэру считал, что провалил прослушивание для «принцесс», и когда сообщили, что его утвердили на одну из главных ролей, он сильно удивился. У этой дорамы было маленькое финансирование, и актёры не имели даже визажистов. Но, несмотря на это, Такэру говорит, что он получил удовольствие от съёмок.
11 января 2007 года ему поставили диагноз — пневмоторакс левого легкого. Десять дней он был под наблюдением врачей, после чего был выписан и на данное время полностью здоров.
8 марта 2007 года Такэру заканчивает высшую школу в Косигая за неделю до своего восемнадцатилетия.
Своё двадцатилетие он отпраздновал на фестивале в Одайбе — «Takeru Festival 2009».
Иногда в своём блоге Такэру писал о многочисленных стрессах и об одиночестве, которое приходится испытывать из-за своей работы, также он жаловался, что из-за съёмок и плотного графика ему не удаётся заниматься танцами.

## Роли
В 2007 году, после съёмок в «принцессах», получает эпизодическую роль в «Shinigami no Ballad» и главную роль в новом сезоне «Kamen Rider Den-O», где играет Ногами Рётаро — слабого подростка-неудачника, который получает силу Ден-О. По словам Такэру, эта дорама стала известной благодаря комедийности. Съёмки «Ден-О» были очень трудными, так как приходилось множество раз переодеваться в разные костюмы, менять причёску и, самое главное, как можно убедительнее сыграть разных персонажей. В этом же году, помимо фильмов, Такэру сыграл главную роль в клипах группы Bahashishi на песни «Oasis» и «Yakusoku», в 2008 — в клипе «Kiseki». Также в 2007 году Такэру выпустил пять синглов.
Весной 2008 года Такэру Сато снялся в популярной дораме «Новички» в роли Окады Юи. Для этой роли ему пришлось изменить свою причёску и заплести дреды. Сама роль не была главной и не занимала много эфирного времени. Также в 2009 году он снялся в спешле и полнометражном фильме «Новичков».
Позже в этом же году Сато получил главную роль Кудзё Отои в дораме «Кровавый Понедельник», где его напарником по фильму оказывается Харума Миура, с которым в дальнейшем у него сложилась очень тесная дружба. В 2010 году, по многочисленным просьбам поклонников этой дорамы, был снят второй сезон «Понедельника».
В 2009 году Такэру получил роль второго плана в дораме «Дворецкий Мэй-тян». Сибата Кэнто или просто Мамэсиба — эмоциональный вспыльчивый парень, друг Мэй-тян и брат Рихито — дворецкого Мэй. На протяжении всей дорамы Кэнто пытается заполучить сердце Мэй и страдает от безответной любви, но всё же не теряет свою энергичность и очаровательность, упрямо стремясь к своей цели. По сравнению с последними двумя дорамами у Такэру здесь намного больше эфирного времени, а также эта дорама приносит ему награду «60th Television Drama Academy Awards» как лучший актёр второго плана.
Спустя некоторое время, в этом же году Такэру играл эпизодическую роль в «Мистер Мозг», в «MV: Dai-o Sho/MW: Начало. Дьявольская игра» и в «Honto ni Atta Kowai Hanashi».
Также в 2009 году Такэру был утверждён на главную роль в музыкальном фильме «BECK» как Юкио Танака (Каюки). В этом фильме он второй раз работал с Мидзусимой Хиро, с которым он уже снимался в дораме «Дворецкий Мэй-тян».
В 2010 году вышла историческая дорама «Рёма. Летопись», где Такэру был в роли убийцы и друга Сакомоты Рёмы (Фукуяма Масахару) — Окада Идзо. В этой дораме показываются реальные исторические события в период Эдо. По словам самого Такэру, эти съёмки были сложны тем, что пришлось обучаться многим вещам, характерным для самураев, например, владеть самурайским мечом. А также это были первые съёмки, где были длинные полные сцены без разрезов. В этом же году он снимается в дораме «Кьюто» в роли Фукая Хэйты, который влюбляется в девушку-робота — Кьюто (Ацуко Маэда).
2011 год принес роль младшего брата главного героя в мелодраматическом сериале «Зимняя вишня» и главную роль в наполовину документальном фильме «Последние Узы: Окинава, разделённые братья», повествующий о судьбе двух братьев, по воле рока оказавшихся по разную сторону баррикад во время войны США с Японией.
В этом же году проходят съёмки фильма «Бродяга Кэнсин», где Сато играет главную роль Кэнсина Химуры — великого мастер меча и бывшего убийцу поневоле, который пытается искупить грехи прошлого. Мировая премьера состоялась 28 августа 2012 года.
Кроме того, в 2012 году Сато Такеру дебютировал как театральный актер в пьесе Уильяма Шекспира «Ромео и Джульетта», в роли Ромео, роль Джульетты досталась актрисе Итихаре Сатоми. Режиссером постановщиком выступил известный лондонский режиссер Jonathan Munby.
2013 год для Сато Такэру начался со съемок в семейной дораме «Коршун / Tonbi», истории про сына и отца. Также в 2013 году вышел фильм с Такеру «Реальность». Фильм основан на получившем премию романе Инуи Рокуро «Реальность». Это история Коити (Сато) и Ацуми (Аясэ Харука), которых связывает детская дружба и любовь.
Помимо этого, в 2013 году Такэру впервые снялся в главной роли в романтическом фильме «Она тоже любит ложь», сыграв гениального композитора Аки, а экранную пару ему составила дебютантка большого экрана Охара Сакурако.
2014 год принёс главную роль детектива Сахара Нацуки в дораме «Горькая кровь», где ещё одну главную роль сыграл Ватабэ Ацуро. Также в 2014 году с участием Сато вышли два заключительных фильма о Химуре Кэнсине.
2015. Сериал Повар императора — главная роль. Прототипом главного героя стал реальный человек Токудзо Акияма (1888—1974)
Награды:
— 42nd Hoso Bunka Foundation Prize: награда в категории «Телепрограмма/телепроект»
— Tokyo Drama Awards 2015: Гран-При за лучший сериал. В этом же году Сато снялся в киноадаптации манги «Бакуман», сыграв начинающего мангаку Маcиро Моритаки. Фильм был отмечен премией 25-го Japanese Professional Movie Awards как лучший фильм.
В 2016 году сыграл две главных роли в фильме «Если кошки исчезнут во всём мире».
2017 Адзин: Получеловек.
В 2018 Блюз мачехи и падчерицы.

## Фильмография

### Фильмы
| Год  | Название                                          | Роль                             | Режиссёр          | Примечания         | Ссылка        |
| ---- | ------------------------------------------------- | -------------------------------- | ----------------- | ------------------ | ------------- |
| 2007 | «Камэн Райдер Дэн-О: Я родился!»                  | Рётаро Ногами/Камэн Райдер Дэн-О | Такао Нагаиси     | Главная роль       | [ 2 ]         |
| 2008 | «Камэн Райдер Дэн-О и Кива: Детективы на пределе» | Рётаро Ногами/Камэн Райдер Дэн-О | Осаму Канэда      | Главная роль       | [ 2 ]         |
| 2008 | «Прощай, Камэн Райдер Дэн-О: Последний отсчет»    | Рётаро Ногами/Камэн Райдер Дэн-О | Осаму Канэда      | Особый внешний вид | [ 2 ]         |
| 2009 | «Гоэмон»                                          | Юный Киригакурэ Сайдзо           | Кадзуаки Кирия    |                    | [ 2 ]         |
| 2009 | «Новички: Выпускной»                              | Юя Окада                         | Юитиро Хиракава   |                    | [ 2 ]         |
| 2010 | «Трюк: Королевская битва магов»                   | Сёхэи Накамори                   | Юкихико Цуцуми    |                    | [ 2 ]         |
| 2010 | «Бек»                                             | Юкио «Коюки» Танака              | Юкихико Цуцуми    |                    | [ 2 ]         |
| 2012 | «Бродяга Кэнсин»                                  | Химура Кэнсин                    | Кэйдзи Отомо      | Главная роль       | [ 3 ]         |
| 2013 | «Реальность: Идеальный день для плезиозавра»      | Коити Фудзито                    | Киёси Куросава    | Главная роль       | [ 4 ]         |
| 2013 | «Она тоже любит ложь»                             | Аки Огасавара                    | Норихиро Коидзуми | Главная роль       | [ 5 ] [ 6 ]   |
| 2014 | «Бродяга Кэнсин: Великий киотский пожар»          | Химура Кэнсин                    | Кэйдзи Отомо      | Главная роль       | [ 3 ] [ 7 ]   |
| 2014 | «Бродяга Кэнсин: Последняя легенда»               | Химура Кэнсин                    | Кэйдзи Отомо      | Главная роль       | [ 3 ] [ 7 ]   |
| 2015 | «Пьета в туалете»                                 | Дворник                          | Дайси Мацунага    | Камео              | [ 8 ]         |
| 2015 | «Бакуман.»                                        | Моритака Масиро                  | Хитоси Оонэ       | Главная роль       | [ 9 ]         |
| 2016 | «Если кошки исчезнут во всём мире»                | Почтальон/Дьявол                 | Акира Нагаи       | Главная роль       | [ 10 ]        |
| 2016 | «Кто-то»                                          | Такуто Ниномия                   | Дайсукэ Миура     | Главная роль       | [ 11 ]        |
| 2017 | «Адзин: Получеловек»                              | Кеи Нагаи                        | Кацуюки Мотохиро  | Главная роль       | [ 12 ]        |
| 2017 | «Восьмилетняя помолвка»                           | Хисаси                           | Такахиса Дзедзе   | Главная роль       | [ 13 ]        |
| 2018 | «Инуясики»                                        | Хиро Сисигами                    | Синсукэ Сато      |                    | [ 14 ]        |
| 2018 | «Парень на миллион»                               | Кадзуо                           | Кэйдзи Отомо      | Главная роль       | [ 15 ]        |
| 2018 | «Хардкор»                                         | Сакон Гондо                      | Нобухиро Ямасита  |                    | [ 16 ]        |
| 2018 | «Камэн Райдер Поколения Хэйсей Навсегда»          | Рётаро Ногами                    | Кёхэи Ямагути     |                    | [ 17 ]        |
| 2019 | «Самурайский марафон»                             | Дзиньнай Карасава                | Бернард Роуз      | Главная роль       | [ 18 ]        |
| 2019 | «Драгон Квест: Твоя история»                      | Рука (голос)                     | Такаси Ямадзаки   | Главная роль       | [ 19 ]        |
| 2019 | «Обыкновенная ночь»                               | Юдзи                             | Казуя Сираиси     | Главная роль       | [ 20 ] [ 21 ] |
| 2020 | «Однажды я пытался умереть»                       | Хозяин клуба                     | Синдзи Хамасаки   | Камео              | [ 22 ]        |
| 2021 | «Бродяга Кэнсин: Финал»                           | Химура Кэнсин                    | Кэйдзи Отомо      | Главная роль       | [ 23 ] [ 24 ] |
| 2021 | «Бродяга Кэнсин: Начало»                          | Химура Кэнсин                    | Кэйдзи Отомо      | Главная роль       | [ 23 ] [ 24 ] |
| 2021 | «Красавица и дракон»                              | Дракон (голос)                   | Мамору Хосода     |                    | [ 25 ]        |
| 2021 | «Тем, кто был незащищён»                          | Ясухиса Тон                      | Такахиса Дзедзе   | Главная роль       | [ 26 ]        |
| 2024 | «Она появится, когда придет апрель»               | Сюн Фудзисиро                    | Томокадзу Ямада   | Главная роль       | [ 27 ]        |

### Телесериалы
| Год     | Название                                                 | Роль                             | Телеканал | Примечания                                 | Ссылка        |
| ------- | -------------------------------------------------------- | -------------------------------- | --------- | ------------------------------------------ | ------------- |
| 2006    | «Принцесса Принцесса Ди»                                 | Тору Коно                        | TV Asahi  |                                            | [ 8 ]         |
| 2007    | «Момо, маленькая богиня смерти»                          | Кантаро Итихара                  | TV Tokyo  | 7, 8, и 11 эпизоды                         | [ 8 ]         |
| 2007–08 | «Камэн Райдер Дэн-О»                                     | Рётаро Ногами/Камэн Райдер Дэн-О | TV Asahi  | Главная роль                               | [ 28 ]        |
| 2008    | «Новички»                                                | Юя Окада                         | TBS       |                                            | [ 29 ]        |
| 2008    | «Кровавый понедельник»                                   | Отоя Кудзё                       | TBS       | [ 30 ]                                     |               |
| 2009    | «Дворецкий Мэй-чан»                                      | Кэнто Сибата                     | Fuji TV   |                                            | [ 31 ]        |
| 2009    | «Мистер Мозг»                                            | Масару Накагава                  | TBS       | 4 и 5 эпизод                               | [ 32 ]        |
| 2009    | «MW Чaсть 0: Дьявoльcкaя Игpa»                           | Такаси Мориока                   | NTV       | Главная роль                               | [ 33 ]        |
| 2009    | «Реальные страшилки: спецвыпуск к 10-летниму юбилею»     | Сётаро Фудзисава                 | Fuji TV   | Гостевое участие, 5 эпизод: Лицо на дороге | [ 8 ]         |
| 2010    | «Рёма. Летопись»                                         | Окада Изо                        | NHK       | Тайга дорама                               | [ 8 ]         |
| 2010    | «Кровавый понедельник 2»                                 | Отоя Кудзё                       | TBS       |                                            | [ 34 ]        |
| 2010    | «Моя девушка - робот»                                    | Хэйта Фукаи                      | NTV       | Главная роль                               | [ 35 ]        |
| 2011    | «Зимняя вишня»                                           | Хадзимэ Инаба                    | TBS       |                                            | [ 36 ]        |
| 2011    | «Последние узы: Окинава, разделенные братья»             | Агари Ясухару                    | Fuji TV   | Главная роль                               | [ 37 ]        |
| 2013    | «Коршун»                                                 | Акира Итикава                    | TBS       |                                            | [ 38 ]        |
| 2013    | «Она тоже любит ложь»                                    | Аки Огасавара                    | Fuji TV   | Главная роль                               | [ 39 ]        |
| 2014    | «Горькая кровь»                                          | Нацуки Савара                    | Fuji TV   | Главная роль                               | [ 40 ]        |
| 2015    | «Повар императора»                                       | Токудзо Акияма                   | TBS       | Главная роль                               | [ 41 ]        |
| 2018    | «Синий наполовину»                                       | Ритсу Хагио                      | NHK       | Асадора                                    | [ 42 ]        |
| 2018    | «Блюз мачехи и падчерицы»                                | Акира Мугита                     | TBS       |                                            | [ 43 ]        |
| 2019    | «Реальные страшилки: спецвыпуск к 10-летниму юбилею»     | Сатоси Миядзаки                  | Fuji TV   | 5 эпизод: Обиженный взгляд                 | [ 44 ]        |
| 2020    | «Блюз мачехи и падчерицы: Новогодний спецвыпуск»         | Акира Мугита                     | TBS       |                                            | [ 45 ]        |
| 2020    | «Блюз мачехи и падчерицы: Побочная история Акиры Мугиты» | Акира Мугита                     | Paravi    | Главная роль                               | [ 46 ]        |
| 2020    | «Любовь длиною в вечность»                               | Кайри Тэндо                      | TBS       |                                            | [ 47 ] [ 48 ] |
| 2022    | «Блюз мачехи и падчерицы: Новогодний спецвыпуск 2022»    | Акира Мугита                     | TBS       |                                            | [ 49 ]        |
| 2022    | «Первая любовь»                                          | Харумити Намики                  | Netflix   | Главная роль                               | [ 50 ]        |
| 2023    | «Я должен был признаться миллион раз»                    | Наоки Торино                     | TBS       |                                            | [ 51 ]        |

## Дискография

### Синглы
- "Pre-go: Zero" (2007)
- "Double-Action" (2007)
- "Perfect-Action: Double-Action Complete Collection" (2007)
- "Real-Action" (2007)
- "Double-Action Wing form" (2008)

### DVD
- "My Color" (2008)
- "HT" (HT 〜N.Y.の中心で、鍋をつつく〜) (2010)
- "HT2" (赤道の真下で、鍋をつつく～) (2011)

## Фотокниги
- Pre-go: Zero (2007)
- Intently First Photobook (2008)
- 400 Days Photo Album/Diary (2008)
- Takeru Magazine/Takeru Magazine Plus (2008–)
- Deep Breathing/「深呼吸。」 Second Photobook (2009)
- So Far So Good! Takeru Satoh Profile 2007–2010 (2010)
- Nouvelles (2011)
- Rocka Nibunnoichi 1/2 Vol. 1, 2, and 3 (2013)
- Rurouni Kenshin (2014)
- Alternative (2014)
- If Cats Disappeared From the World (Movie) Official Photo Book (2016)
- "X (Ten)" Satoh Takeru Photo Book + DVD (2016)
- RurouNihon Kumamoto (2017)
- Satoh Takeru in Hanbun, Aoi Photobook (2018)
- 13years～TAKERU Satoh ANNIVERSARY BOOK 2006→2019～ (2019)

## Награды и номинации
| Год  | Премия                                          | Категория                  | Номинируемая работа                                         | Результат | Ссылка |
| ---- | ----------------------------------------------- | -------------------------- | ----------------------------------------------------------- | --------- | ------ |
| 2009 | 60-я Television Drama Academy Awards            | Лучший актер второго плана | «Дворецкий Мэй-чан»                                         | Победа    | [ 52 ] |
| 2010 | 20-я Премия японских кинокритиков               | Начинающий актёр в фильме  | «Бек»                                                       | Победа    | [ 53 ] |
| 2011 | 35-я Elan d'or Awards                           | Новичок года               | Самому себе                                                 | Победа    | [ 54 ] |
| 2012 | Japan Action Awards 2012                        | Best Action Actor          | Rurouni Kenshin                                             | Победа    | [ 55 ] |
| 2013 | 76th Television Drama Academy Awards            | Best Supporting Actor      | Tonbi                                                       | Номинация | [ 56 ] |
| 2014 | 39th Hochi Film Awards                          | Best Actor                 | The Liar and His Lover, RK: Kyoto Inferno & The Legend Ends | Номинация | [ 57 ] |
| 2015 | Japan Action Awards 2015                        | Best Action Scene          | RK: Kyoto Inferno & The Legend Ends                         | Победа    | [ 58 ] |
| 2015 | Japan Action Awards 2015                        | Best Action Actor          | RK: Kyoto Inferno & The Legend Ends                         | Победа    | [ 58 ] |
| 2015 | 9th Asian Film Awards                           | Best Actor                 | Rurouni Kenshin: The Legend Ends                            | Номинация | [ 59 ] |
| 2015 | 85th Television Drama Academy Awards            | Best Actor                 | The Emperor's Cook                                          | Победа    | [ 60 ] |
| 2015 | 8th Tokyo Drama Awards                          | Best Actor                 | The Emperor's Cook                                          | Победа    | [ 61 ] |
| 2016 | 24th Hashida Award                              | Best Actor                 | The Emperor's Cook                                          | Победа    | [ 62 ] |
| 2016 | 42nd Broadcasting Culture Fund Award            | Individual Acting Award    | The Emperor's Cook                                          | Победа    | [ 63 ] |
| 2018 | 41st Japan Academy Film Prize                   | Best Actor                 | The 8-Year Engagement                                       | Номинация | [ 64 ] |
| 2018 | Japan Action Awards 2018                        | Best Action Actor          | Ajin: Demi-Human                                            | Победа    | [ 65 ] |
| 2018 | 98th Television Drama Academy Awards            | Best Supporting Actor      | Hanbun, Aoi                                                 | Победа    | [ 66 ] |
| 2018 | 13th CONFiDENCE Award Drama Prize               | Best Supporting Actor      | Hanbun, Aoi, Blues of Stepmother and Daughter               | Победа    | [ 67 ] |
| 2019 | CONFiDENCE Award Drama Prize 2018 Annual Awards | Best Supporting Actor      | Hanbun, Aoi, Blues of Stepmother and Daughter               | Победа    | [ 68 ] |
| 2019 | 44th Hochi Film Awards                          | Best Actor                 | Samurai Marathon, One Night                                 | Номинация | [ 69 ] |
| 2019 | 32nd Nikkan Sports Film Awards                  | Best Actor                 | Samurai Marathon, One Night                                 | Номинация | [ 70 ] |
| 2020 | 104th Television Drama Academy Awards           | Best Supporting Actor      | An Incurable Case of Love                                   | Победа    | [ 71 ] |
| 2020 | 13th Tokyo Drama Awards                         | Best Supporting Actor      | An Incurable Case of Love                                   | Победа    | [ 72 ] |
| 2020 | 7th Yahoo! Japan Search Awards                  | Grand Prix                 | An Incurable Case of Love                                   | Победа    | [ 73 ] |
| 2020 | 7th Yahoo! Japan Search Awards                  | Person (Actor)             | An Incurable Case of Love                                   | Победа    | [ 73 ] |
| 2021 | 34th Nikkan Sports Film Awards                  | Best Actor                 | Rurouni Kenshin: The Final/The Beginning, In the Wake       | Номинация | [ 74 ] |
| 2021 | 46th Hochi Film Awards                          | Best Actor                 | Rurouni Kenshin: The Final/The Beginning, In the Wake       | Номинация | [ 75 ] |
| 2022 | 76th Mainichi Film Awards                       | Best Actor                 | In the Wake                                                 | Победа    | [ 76 ] |
| 2022 | 64th Blue Ribbon Awards                         | Best Actor                 | Rurouni Kenshin: The Final, In the Wake                     | Номинация | [ 77 ] |
| 2022 | 45th Japan Academy Film Prize                   | Best Actor                 | In the Wake                                                 | Номинация | [ 78 ] |